# لهانیتسه
لهانیتسه (به چکی: Lhánice) یک منطقهٔ مسکونی در جمهوری چک است که در منطقه تربیچ واقع شده‌است.
 لهانیتسه  ۱۵۴ نفر جمعیت دارد.